# 探偵業の業務の適正化に関する法律
探偵業の業務の適正化に関する法律（たんていぎょうのぎょうむのてきせいかにかんするほうりつ、平成18年6月8日法律第60号）は、探偵業について必要な規制を定め、業務運営の適正を図り、個人の権利利益の保護に資することに関する日本の法律である（1条）。略称は探偵業法、探偵業適正化法など。
所管官庁は、内閣府（国家公安委員会）である。この法律は、政務調査会内閣部会・組織本部生活安全関係団体委員会合同・調査業に関するワーキングチーム（主導者：衆議院議員 葉梨康弘）による議員立法により成立した。
以下、本法の指摘は、条数のみを記載する。

## 概要
探偵・興信所はもちろん、それ以外の者であっても、「他人の依頼を受けて」「人の所在又は行動について」「面接による聞き込み、尾行、張り込み」などに類する営業を行うには、原則として探偵業者としての届出を要する（2条1項、4条）。この法律の適用除外となる業種としては、「専ら、放送機関、新聞社、通信社その他の報道機関の依頼を受けて、その報道の用に供する目的で行なわれるもの」が規定されている（2条2項）。
また、探偵業務を行うに当たっては、「この法律により他の法令において禁止又は制限されている行為を行うことができることとなるものではないことに留意するとともに、人の生活の平穏を害する等個人の権利利益を侵害することがないようにしなければならない」（警備業法15条と同様の規定）とされ（7条）、「調査の結果が犯罪行為、違法な差別的取扱いその他の違法な行為のために用いられることを知ったときは、当該探偵業務を行ってはならない」とされた（9条）。
もっとも、探偵の権限に関しては、従来通り一般人の持ち得る範囲内に留まっており、探偵業法によっても探偵に対して何ら特別な権限は与えられていない。捜査権・逮捕権（現行犯を除く）などは一切与えられておらず、特別司法警察職員とされたわけでもないので、業務上は従来通り民間依頼に基づく個人調査が主となる。
探偵業務
「他人の依頼を受けて、特定人の所在又は行動についての情報であって当該依頼に係るものを収集することを目的として面接による聞込み、尾行、張込みその他これらに類する方法により実地の調査を行い、その調査の結果を当該依頼者に報告する業務」（2条1項）。
探偵業
「探偵業務を行なう営業」（2条2項）。
探偵業者
都道府県公安委員会に届出をして探偵業を営む者（2条3項）。探偵業を営もうとする者に対して、公安委員会へ届出書を掲示する義務がある（4条）。
欠格事由（3条）
書面の授受と説明
依頼者から調査結果を違法なことに使用しない（7条）。依頼者に法で定められた重要事項を書面を交付し説明する（8条1項）。依頼者と契約したときは、法で定められた契約内容を明らかにする書面を交付する（8条2項）
守秘義務・秘密保持義務（10条）
探偵業者の業務に従事する者は、業務上知り得た人の秘密を漏らしてはならない（守秘義務）。
使用人社員、従業員に対する教育義務（11条）
報告義務・立入検査（13条）
営業停止等の行政処分・罰則（15条・17条以下）